# Hermann Hagestedt
Hermann Hagestedt (* 10. Mai 1903 in Monbijou bei Malmedy; † 23. Dezember 1976 in Dahlhausen (Hennef)) war ein deutscher Dirigent, der hauptsächlich für den Westdeutschen Rundfunk tätig war. Er war der Gründer des heutigen WDR Funkhausorchesters.

## Leben
1907 kam Hagestedt nach Moers, wo er die Grundschule und das humanistische Gymnasium besuchte. Der gute Schüler gab Komödiant als Berufsziel an, besann sich aber noch und schlug die Musikerlaufbahn ein. Er studierte Violine bei Marcel Clerc in Duisburg und ab 1921 bei Walter Schulze-Prisca in Köln, wobei er mit Jobs unter Tage für seinen Lebensunterhalt sorgte. Bei Carl Körner an der Musikhochschule Köln schloss er 1925 bis 1930 sein Studium ab. Bereits 1930 wurde er Konzertmeister und stellvertretender Dirigent des Kölner Philharmonischen Orchesters. Einer Nervenentzündung im linken Arm wegen musste er 1934 das Geigenspiel aufgeben. So verlagerte er seine Aktivitäten auf das Dirigieren.

Willy Schneider – Man müßte noch mal zwanzig sein (Juni 1953)

1932 wurde er Mitglied des Westdeutschen Kammerorchesters unter der Leitung von Hermann Spitz im Westdeutschen Rundfunk und dort ebenfalls bald Konzertmeister. 1934 stieg er vom Geigenbogen zum Taktstock um und übernahm als Dirigent die Leitung des Westdeutschen Kammerorchesters, aus dem 1936 das Hermann-Hagestedt-Orchester mit etwa 20 Mitgliedern hervorging. Während des Krieges spielte er mit seinem Tanzorchester vor den deutschen Besatzungstruppen. 
Gleich nach dem Krieg baute er mit seinen Orchestermitgliedern als Kern das heutige WDR Funkhausorchester auf. Er war mit Hermann Hagestedt und Seinem Orchester bei Männergesangsvereinen zu Gast und er begleitete instrumental regelmäßig die Prunksitzung des Kölner Karnevals und spielte die dazugehörigen Karnevalslieder, etwa Wer soll das bezahlen? (1949), Am Aschermittwoch ist alles vorbei (1950) und Wir kommen alle in den Himmel (1952; alle Jupp Schmitz) oder Willy Schneider bei Man müßte noch mal zwanzig sein (1953). Beinahe alle Schallplattenaufnahmen Schneiders für Polydor wurden von Hagestedts Orchester musikalisch untermalt. Hagestedt spielte auch etliche Titel aus dem Bereich der gehobenen Unterhaltungsmusik für Polydor ein. 1959 erhielt er zudem den Dirigentenauftrag für die Fernsehproduktion Peterchens Mondfahrt. 1968 ging er in Pension.
Hermann Hagestedt starb 1976 und wurde auf dem Kölner Nordfriedhof beigesetzt.

## Tondokumente (ohne Singles)
- WDR-Mittagskonzerte mit Hermann Hagestedt (3-CD-Box), TMK, 2011.